# Nigel Bond
Nigel Bond (Derbyshire, 15 november 1965) is een Engels snookerspeler die sinds 1989 professioneel actief is. Hij was in 1995 verliezend finalist tegen Stephen Hendry in het World Snooker Championship (18-9). De Engelsman won in 1996 het British Open, zijn enige eindoverwinning op een rankingtoernooi.
Bond behoorde van 1992 tot 1999 tot de top-16 van de wereldranglijst met een piek in het seizoen 1995/96, toen hij de nummer vijf van de wereld was. Naast één WK-finale kwam hij tevens twee keer tot de halve finale van het evenement.

Bond won in 1996 het British Open door in de finale met 9-8 te winnen van John Higgins. Hij bereikte tevens de eindstrijd van de Grand Prix 1990 (10-5 verlies tegen Stephen Hendry), het Strachan Open 1993 (9-4-verlies tegen Troy Shaw), het China Open 1995 (9-6 verlies tegen John Parrott) en de Thailand Masters 1997 (9-7 verlies tegen Peter Ebdon).